# Sweet Baby Inc.
Sweet Baby Inc. è uno studio  canadese di sviluppo e consulenza narrativa in ambito videoludico.

## Storia
Sweet Baby Inc. venne fondata a Montreal nel 2018 da ex sviluppatori di videogiochi della Ubisoft. Kim Belair e David Bédard, rispettivamente sceneggiatrice e product manager dell'azienda francese, divennero l'amministratrice delegata e il direttore operativo della Sweet Baby Inc.
Nella scrittura e la narrazione dei giochi di cui si è occupata la Sweet Baby Inc., tra i quali si contano Sable (2021), God of War Ragnarök (2022), Spider Man 2 (2023) e Alan Wake II (2023), sono state promosse la diversità, l'equità e l'inclusione. 
Tra il 2023 e il 2024, la Sweet Baby Inc. iniziò ad essere accusata da molti (compresi Elon Musk, Matt Walsh e Libs of TikTok) di inserire troppo forzatamente minoranze etniche e LGBTQIA+ a scapito della qualità dei videogiochi a cui ha lavorato e di avere un'"agenda woke". A causa delle numerose critiche, i dipendenti della Sweet Baby Inc. furono bersaglio di molestie da parte di videogiocatori; in risposta ai riscontri negativi ricevuti, i dipendenti dello studio canadese fecero dei tentativi di doxing.
L'aprile del 2024 la Sweet Baby Inc. contava sedici dipendenti.

## Videogiochi
- 2020 -- Final Fantasy VII remake
- 2019 – Neo Cab
- 2020 – Dota Underlords
- 2020 – Assassin's Creed: Valhalla
- 2021 – Dungeons & Dragons: Dark Alliance
- 2021 – Sable
- 2022 – Lost Your Marbles
- 2022 – Gotham Knights
- 2022 – God of War Ragnarök
- 2023 – Recommendation Dog
- 2023 – Reel Steal
- 2023 – Shadow Gambit: The Cursed Crew
- 2023 – Goodbye Volcano High
- 2023 – Quantum Phantom Basketball
- 2023 – The Crew Motorfest
- 2023 – Kingdom Eighties
- 2023 – Spider-Man 2
- 2023 – Alan Wake II
- 2024 – Suicide Squad: Kill the Justice League
- 2024 -- Final fantasy VII Rebirth
- 2024 – Tales of Kenzera: Zau
- 2024 – Capes
- 2024 – Flintlock: The Siege of Dawn
- 2024 – Battle Shapers
- 2025 – Afterlove EP
- 2025 – Hyper Light Breaker
- 2025 – Usual June
- 2025 – South of Midnight